# Matak
Matak (indonesiano: Pulau Matak) è un'isola dell'Indonesia, situata nel Mar Cinese Meridionale, fra la penisola di Malacca, ad ovest, e il Borneo, ad est. L'isola fa parte dell'arcipelago delle Isole Anambas. Matak è una base per le società petrolifere, fra le quali Conoco Phillips, Premier Oil e Star Energy. È servita dall'Aeroporto di Matak (MWK / WIOM).